# 금단비 (가수)
금단비(본명: 이수진, 1989년 1월 31일 ~ )는 대한민국의 가수이다. 강원도 홍천군에서 외동으로 태어났다.

## 학력
- 호원대학교 실용음악학과 졸업

## 경력
- 2015년 : 블루크로스 의료 봉사단 블루천사 홍보대사
- 2009년 : 그룹 '브랜뉴데이' 멤버

## 음반
- 2011년 Super Star
- 2011년 Never Ending Story (훌쩍훌쩍)
- 2012년 금단비 트로트 훌쩍훌쩍 디스코 쇼 1, 2집
- 2014년 백마탄 왕자

## 수상
- 2012년 제19회 대한민국문화연예대상 성인가요부문 신인상
- 2013년 제20회 대한민국문화연예대상 성인가요부문 우수상
- 2013년 제7회 한국가요작가협회 가요작가의 날 최고 신인상